# Petyr Dżidrow
Petyr Spiridonow Dżidrow (bułg. Петър Спиридонов Джидров; ur. 20 maja 1876 w Sztipie, zm. 3 stycznia 1952 w Sofii) – bułgarski polityk i prawnik, minister sprawiedliwości (1908–1910), minister rolnictwa i handlu (1910–1911), deputowany do Zwyczajnego Zgromadzenia Narodowego 16. (1913), 17. (1914–1919), 18. (1919–1920), 19. (1920–1923), 21. (1923–1927) i 22. (1927–1931) kadencji.

## Życiorys
Syn Spiridona Dżidrowa. Po ukończeniu szkoły pedagogicznej do 1896 pracował jako nauczyciel w Sofii. W tym czasie związał się z ruchem socjaldemokratycznym i za to został zwolniony z pracy. W 1900 ukończył studia prawnicze na uniwersytecie berlińskim, w tym samym roku obronił pracę doktorską na uniwersytecie w Zurychu. Po powrocie do kraju pracował jako adwokat i redaktor czasopisma Rabotniczeska borba. Od 1913 reprezentował partię socjaldemokratyczną w Zgromadzeniu Narodowym. W listopadzie 1918 objął stanowisko ministra sprawiedliwości w gabinecie Teodora Teodorowa.
W latach 20. zaangażowany w działalność na rzecz Macedonii, współpracował z przywódcą WMRO Iwanem Michajłowem. 
Po przewrocie 19 maja 1934 Dżidrow został internowany w mieście Elena. Po przejęciu władzy przez komunistów we wrześniu 1944 aresztowany i skazany przez Trybunał Ludowy na 7 lat więzienia. Zmarł w więzieniu, w czasie odbywania kary. 4 kwietnia 1994 Dżidrow został zrehabilitowany, a jego imieniem nazwano jedną z ulic w Sofii. W 1996 ukazały się w Sofii wspomnienia Dżidrowa, które pozostawił w rękopisie.
Był żonaty (żona Marija), miał pięcioro dzieci.

## Publikacje
- 1930: Проблемът за Македония, wyd. Sofia
- 1931: Единството в македонското движение, wyd. Sofia
- 1996: Спомени на д-р Петър Джидров, wyd. Sofia